# Universität Duisburg-Essen
De Universiteit Duisburg-Essen (Duits: Universität Duisburg-Essen) is een universiteit in de Duitse steden Duisburg en Essen in Noordrijn-Westfalen. De universiteit ontstond in 2003 toen de Gerhard-Mercator Universität Duisburg met de Universität-Gesamthochschule Essen fuseerde. Met ongeveer 30.000 studenten behoort de universiteit tot de grootste universiteiten van Duitsland.

## Geschiedenis
In 1655 werd in Duisburg een universiteit opgericht. Deze werd echter in 1818 weer gesloten, waarbij het universiteitszegel en de bibliotheek aan de in datzelfde jaar opgerichte Universiteit van Bonn overgedragen werden.
In 1972 werden, in het kader van plannen van de regering van Noordrijn-Westfalen om het academische landschap te regionaliseren, zowel in Duisburg als in Essen Gesamthochschulen opgericht. In 1994 verwierf de Universität-Gesamthochschule Duisburg de naam Gerhard-Mercator-Universität en in 2003 fuseerden de Gerhard-Mercator-Universität en de Universität-Gesamthochschule Essen tot de Universiteit Duisburg-Essen.

## Faculteiten
De universiteit bestaat uit de volgende faculteiten:
- Geesteswetenschappen
- Sociale wetenschappen
- Onderwijs
- Kunst en design
- Economie
- Mercator School of Management - Bedrijfskunde
- Scheikunde
- Natuurkunde
- Wiskunde
- Biologie en geografie
- Technische wetenschappen
- Geneeskunde

## Alumni
- Tanja Lange